# Grammostola pulchripes
Espèce
Synonymes
- Eurypelma pulchripes Simon, 1891
- Grammostola grandicola Strand, 1908
- Grammostola ferruginea Mello-Leitão, 1921
- Grammostola fasciata Mello-Leitão, 1921
- Grammostola aureostriata Schmidt & Bullmer, 2001

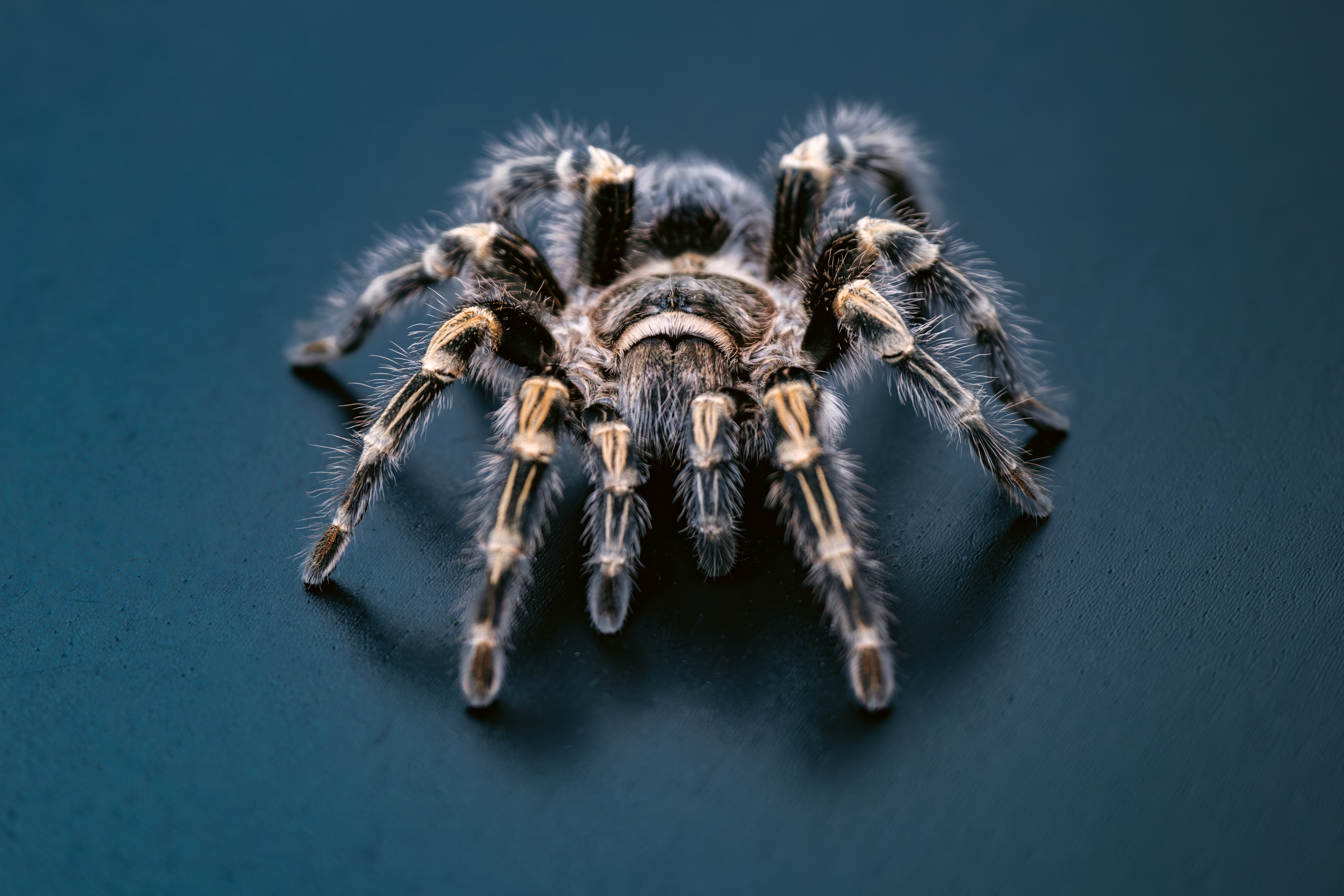
Grammostola pulchripes sur fond noir

Grammostola pulchripes est une espèce d'araignées mygalomorphes de la famille des Theraphosidae.

## Distribution
Cette espèce se rencontre en Argentine, au Paraguay et au Brésil.

## Description

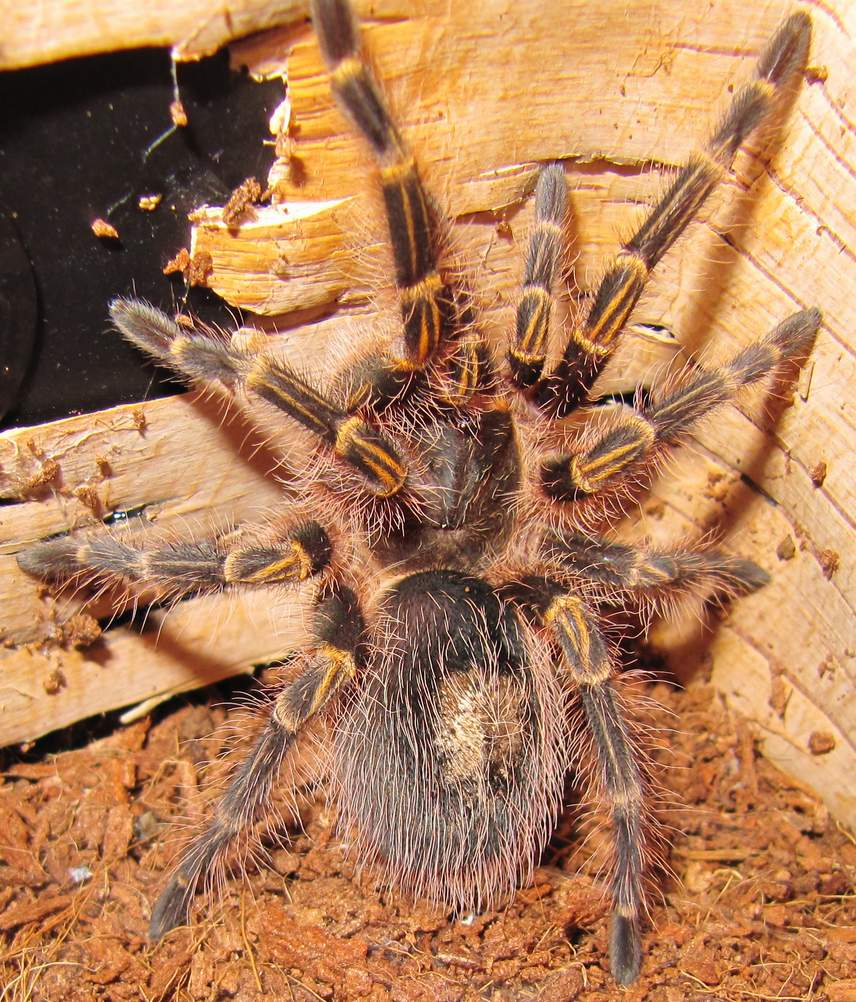
Grammostola pulchripes.

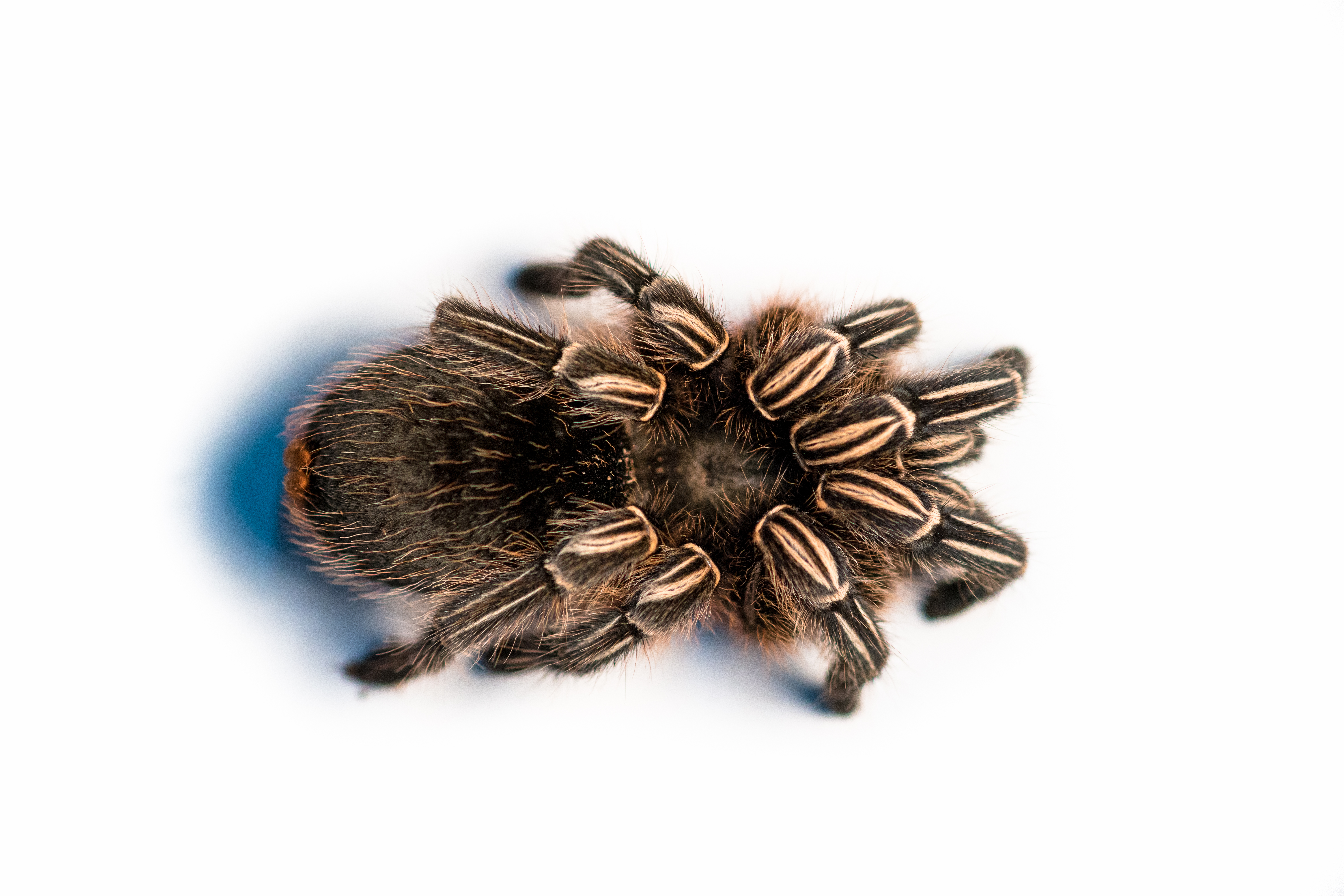
Grammostola pulchripes.

Grammostola pulchripes est une grande mygale pouvant atteindre jusqu'à 22 cm d'envergure. C'est une espèce opportuniste terrestre fouisseuse mais elle adopte généralement un trou préexistant comme terrier. Elle est assez remarquable par son apparence, portant de longs poils de couleur claire sur tout le corps et des bandes dorées sur les pattes, en particulier au niveau des articulations.
Eupalaestrus campestratus est une espèce semblable avec laquelle elle est parfois confondue.

## En captivité
Cette espèce se rencontre en terrariophilie.

## Systématique et taxinomie
Cette espèce a été décrite sous le protonyme Eurypelma pulchripes par Simon en 1891. Elle est placée dans le genre Grammostola par Simon en 1892. Elle est placée en synonymie avec Grammostola mollicoma par Pérez-Miles, Lucas, Silva et Bertani en 1996. Elle est relevée de synonymie par Gabriel en 2009.
Grammostola grandicola, Grammostola ferruginea et Grammostola fasciata ont été placées en synonymie par Bücherl en 1951.
Grammostola aureostriata a été placée en synonymie par Gabriel en 2009.

## Publication originale
- Simon, 1891 : « Études arachnologiques. 23e Mémoire. XXXVIII. Descriptions d'espèces et de genres nouveaux de la famille des Aviculariidae. » Annales de la Société entomologique de France, vol. 60, p. 300-312 (texte intégral).